# Maria Zwolińska
Maria Jolanta Zwolińska (ur. 29 listopada 1949 w Ostródzie) – polska urzędniczka, wiceminister rolnictwa (1992–1997).

## Życiorys
Maria Zwolińska ukończyła Szkołę Główną Planowania i Statystyki. W latach 1972–1975 pracowała w Zakładach Sprzętu Technicznego i Turystycznego w Legionowie, a 1975–1982 w Zjednoczeniu Budownictwa Wodnego i Melioracji w Warszawie. Od 1975 do 1982 była członkinią Związku Zawodowego Pracowników Rolnictwa. Od 1982 związana zawodowo z Ministerstwem Rolnictwa, gdzie od 28 lutego 1992 do 20 stycznia 1997 pełniła funkcję podsekretarz stanu. Do 1997 należała do Polskiego Stronnictwa Ludowego. W następnych latach m.in. dyrektor generalna (od 21 stycznia 1997 do 25 sierpnia 1998), radca generalna w resorcie (od 26 sierpnia 1998, ok. 2012 czy p.o. dyrektor Departamentu Infrastruktury Wsi i Komunikacji Społecznej w resorcie (ok. 2005). Wchodziła w skład rady nadzorczej Warszawskiego Rolno-Spożywczego Rynku Hurtowego Bronisze SA oraz rzeszowskiego Agro-Hurtu. Była doradczynią Andrzeja Leppera.
W 1997 za wybitne zasługi na rzecz rozwoju rolnictwa i gospodarki żywnościowej odznaczona Krzyżem Kawalerskim Orderu Odrodzenia Polski, w 2005 otrzymała Krzyż Oficerski tego orderu za wybitne zasługi dla rozwoju rolnictwa